# کنزینگتن (جزیره پرنس ادوارد)
کنزینگتن (به انگلیسی: Kensington) یک منطقهٔ مسکونی در کانادا است که در Prince County واقع شده‌است. کنزینگتن ۳٫۰۱ کیلومتر مربع مساحت و ۱٬۶۱۹ نفر جمعیت دارد و ۳۵ متر بالاتر از سطح دریا واقع شده‌است.